# Макаров, Пётр Герасимович
Пётр Герасимович Макаров — советский хозяйственный, государственный и политический деятель, Герой Социалистического Труда.

## Биография
Родился в 1923 году в селе Усть-Ундурга. Член КПСС.
Участник Великой Отечественной войны в составе 1035-го стрелкового полка 280 стрелковой дивизии (2-го формирования) 27-го ск 13-й Армии 1-го Украинского Фронта, командир 5-й стрелковой роты. С 1946 года — на хозяйственной, общественной и политической работе. В 1946—1985 гг. — участник восстановления советской власти на Западной Украине, председатель колхоза «Коммунист» Подволочисского района Тернопольской области.
Указом Президиума Верховного Совета СССР от 31 декабря 1965 года присвоено звание Героя Социалистического Труда с вручением ордена Ленина и золотой медали «Серп и Молот».
Умер в 2014 году.